# Hans van den Broek
Hans van den Broek (11. prosince 1936 Paříž – 22. února 2025) byl nizozemský politik a bývalý evropský komisař.

## Život a související politická činnost
Vystudoval práva, kterým se plně věnoval v letech 1965 až 1968 v advokátní kanceláři Blom & Dutilh v Rotterdamu, poté pracoval ve vedoucích funkcích v různých firmách. Po vstupu do Katolické lidové strany se stal v letech 1970 až 1974 členem městského zastupitelstva v Rhedenu.
Členem dolní komory (Tweede Kamer) nizozemského parlamentu byl od 12. října 1976 do 11. září 1981, poté od 16. září 1982 do 4. listopadu 1982, od 3. června 1986 do 14. července 1986 a od 14. září 1989 do 7. listopadu 1989. Relativně krátká trvání výkonu poslanecké funkce souvisejí s existencí klouzavého mandátu. Od září 1981 do listopadu 1982 byl státním tajemníkem pro evropskou spolupráci na nizozemském ministerstvu zahraničních věcí, přičemž vedení ministerstva převzal 4. listopadu 1982 a vedl ho do 3. ledna 1993. V lednu 1993 se stal členem Evropské komise odpovědným za vnější vztahy, společnou zahraniční a bezpečnostní politiku a rozšíření, od ledna 1995 bylo portfolio eurokomisaře rozšířeno, a tak se van den Broek stal evropským komisařem odpovědným za vnější vztahy se střední a východní Evropou, bývalým Sovětským svazem, Tureckem, Kyprem, Maltou a dalšími evropskými zeměmi, společnou zahraniční a bezpečnostní politiku, ochranu lidských práv, zahraniční diplomatické mise a rozšíření Evropské unie. V březnu 1999 na funkci eurokomisaře rezignoval, nahrazen byl 17. září 1999. Za mimořádné zásluhy jmenovala královna Beatrix van den Broeka 28. února 2005 do čestné funkce státního ministra (Minister van Staat).
Jako člen ministerské trojky Evropských společenství se účastnil jednání, která měla vyřešit začínající jugoslávskou krizi. Evropská společenství reprezentoval také na Brionech, kde byla Brionskou deklarací mimo jiné zastavena Desetidenní válka ve Slovinsku.

## Vyznamenání
- rytíř Řádu Božího hrobu jeruzalémského – Vatikán, 1981
- velkodůstojník Řádu čestné legie – Francie, 6. února 1984
- velkokříž Záslužného řádu Spolkové republiky Německo – Německo, 12. října 1984
- velkodůstojník Řádu dubové koruny – Lucembursko, 30. května 1985
- velkodůstojník Řádu Leopolda II. – Belgie, 15. září 1986
- rytíř velkokříže Řádu Isabely Katolické – Španělsko, 17. září 1987
- velká čestná dekorace ve stříbře Čestného odznaku Za zásluhy o Rakouskou republiku – Rakousko, 1989
- velkokříž Řádu za zásluhy – Portugalsko, 2. října 1989
- Zlatý kříž Řádu za věrnost a zásluhy – Nizozemsko, 1990
- velkokříž Národního řádu za zásluhy – Francie, 1999
- komandér Řádu nizozemského lva – Nizozemsko, 25. února 2005
- velkodůstojník Řádu za zásluhy Polské republiky – Polsko, 10. srpna 2014[4][5]